# Jules Olitski
Jules Olitski (* 27. März 1922 in Snowsk; † 4. Februar 2007 in New York; eigentlich Jewel Demikowski) war ein US-amerikanischer Maler und Bildhauer ukrainischer Herkunft. Er gilt als ein wichtiger Vertreter der abstrakten Kunst.

## Leben
Olitski, der einige Monate nach der Hinrichtung seines Vaters durch die Sowjet-Regierung geboren wurde, floh 1923 mit seiner Mutter und seiner Großmutter in die Vereinigten Staaten und wuchs in Brooklyn auf. 1926 heiratete seine Mutter den Witwer Hyman Olitski, der zwei weitere Söhne mit in die Ehe brachte. Von 1939 bis 1942 besuchte Olitski die National Academy of Design in New York und anschließend das Beaux-Arts Institute of Design in New York. Da Olitski am Zweiten Weltkrieg teilnahm, musste er seine Ausbildung bis 1949 unterbrechen und studierte dann an der Academie Grande Chaumiere in Paris bei Ossip Zadkine.
Sein Studium schloss er 1954 als Master of Arts an der New York University ab.
In den 1960er-Jahren machte sich Olitski als Vertreter des Colorfield-Painting einen Namen. Im Jahr 1968 war er Teilnehmer der 4. documenta in Kassel.
1991 wurde Jules Olitski in die American Academy of Arts and Sciences gewählt, 1994 in New York zum Mitglied (NA) der National Academy und 2006 zum Mitglied der American Academy of Arts and Letters. Olitski lebte und arbeitete in Studios in New Hampshire und Florida.
Jules Olitski erlag am 4. Februar 2007 einem Krebsleiden.